# Caso Dred Scott

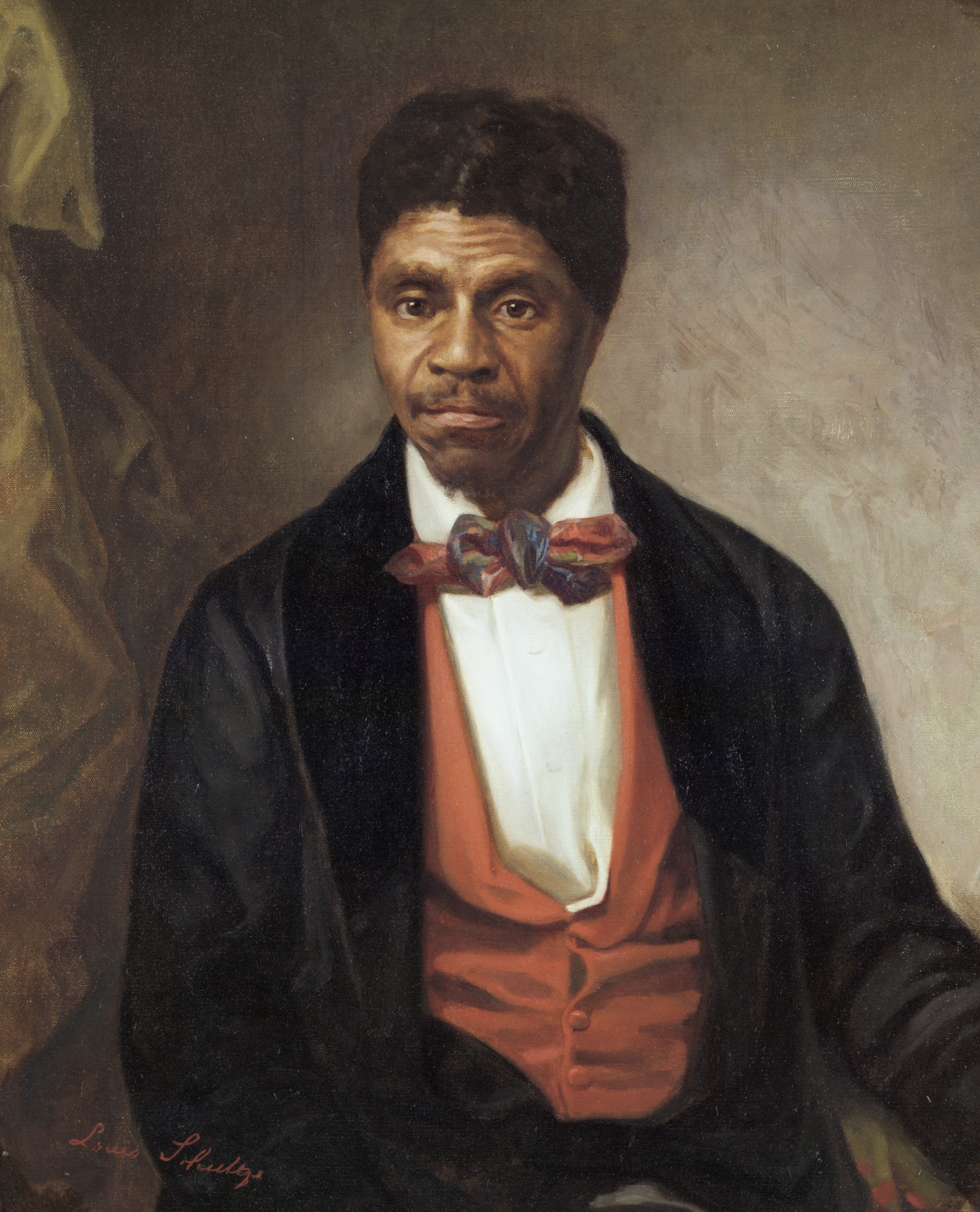
Pintura retratando Dred Scott.

O Caso Dred Scott (também conhecido por Dred Scott v. Sandford ou Decisão Dred Scott, sob registro 60 U.S. 393) foi uma decisão da Suprema Corte dos Estados Unidos de 1857, que sentenciou que as pessoas de ascendência africana, importadas para o país e mantidas como escravas, ou os seus descendentes, quer fossem ou não escravos, não estavam protegidas pela Constituição dos Estados Unidos e que nunca poderiam se tornar cidadãs daquele país. Também decidiu que o Congresso não tinha autoridade para proibir a escravidão nos então territórios federais da União. O tribunal também declarou que, como os escravos não eram cidadãos, não poderiam requerer em tribunais. Finalmente, a decisão estabeleceu que os escravos — assim como os bens móveis ou propriedade imóvel privada — não poderiam ser retirados de seus donos sem o devido processo legal. O voto final no caso foi escrito pelo então Chefe de Justiça, Roger B. Taney.
De acordo com Neil Gorsuch, o Caso Dred Scott foi um exemplo de Ativismo judicial, uma vez que a corte realizou uma interpretação ativista, pautada em princípios constitucionais e não no texto literal da Constituição dos Estados Unidos. A carta magna norte-americana nada dizia sobre escravidão, mas  "a corte pensou que a decisão evitaria uma guerra civil".

## Sumário da decisão
O caso teve início em fevereiro de 1854, foi recorrido em fevereiro de 1856, obtendo a decisão em 6 de março de 1857. O nome completo da jurisprudência é "Dred Scott v. John F. A. Sandford".
Seguiu a tramitação segundo o United States circuit court, que então determinava o sistema de apelações no país.
Atuaram na decisão: Roger B. Taney (Chefe de Justiça, foi o relator final), os juízes John McLean, James Moore Wayne, John Catron, Peter Vivian Daniel, Samuel Nelson, Robert Cooper Grier, Benjamin R. Curtis e John A. Campbell. A maioria foi obtida por Taney, seguido por Wayne, Catron, Daniel, Nelson, Grier e Campbell. Divergiram McLean e Curtis.
Teve como alegada base legal a 5ª Emenda à Constituição e o chamado Compromisso de Missouri. Foi revogada pela 13ª e 14ª Emendas.

## Repercussão
Embora a "Dred Scott" nunca tenha sido revogada pela Suprema Corte diretamente, nos Casos Slaughter-House, de 1873, esta havia declarado que pelo menos em parte aquela decisão havia sido revogada em 1868, pela Décima Quarta Emenda:
A primeira observação que devemos fazer nesta cláusula é que ela deixa de lado todas as questões que dissemos terem sido objeto de divergência de opinião. Ela declara que as pessoas podem ser cidadãs dos Estados Unidos independentemente de sua cidadania num determinado estado, e revoga a decisão Dred Scott ao considerar pessoas todos os nascidos nos Estados Unidos e sujeitos à sua jurisdição os cidadãos estadunidenses.
A decisão foi atacada, ainda em 16 de junho de 1858, no Discurso da Casa Dividida pelo então candidato Abraham Lincoln.